# یاسینتا ویمر
یاسینتا ویمر (انگلیسی: Jacintha Weimar؛ زادهٔ ۱۱ ژوئن ۱۹۹۸) بازیکن فوتبال اهل پادشاهی هلند است که در حال حاضر برای باشگاه فوتبال زنان فاینورد در پست دروازه‌بان بازی می‌کند. باشگاه فوتبال زنان فاینورد در لیگ برتر فوتبال زنان هلند، بالاترین سطح لیگ فوتبال حرفه‌ای زنان در این کشور، فعالیت دارد.
از باشگاه‌هایی که در آن بازی کرده است می‌توان به اس‌سی سند و باشگاه فوتبال بایرن مونیخ اشاره کرد.
وی همچنین در تیم‌های ملی فوتبال زیر ۱۶ سال، زیر ۱۷ سال، زیر ۱۹ سال، زیر ۲۰ سال، زیر ۲۳ سال و زنان هلند بازی کرده است.

## دوران باشگاهی

### بایرن مونیخ
یاسینتا ویمر فارغ‌التحصیل آکادمی فوتبال آیندهوون است و در ژوئن ۲۰۱۶ به لیگ بوندس‌لیگای زنان و باشگاه فوتبال زنان بایرن مونیخ ملحق شد. او در ۵ دسامبر سال ۲۰۱۸ اولین و تنها بازی لیگ خود را در برابر باشگاه فوتبال زنان بورسیا مونشن‌گلادباخ انجام داد.
یاسینتا ویمر همچنین برای تیم دوم بایرن بازی کرد و در ۲۵ سپتامبر ۲۰۱۶ اولین بازی لیگ خود را در برابر باشگاه فوتبال زنان کلن انجام داد. او در طی زمان عضویت در باشگاه فوتبال زنان بایرن مونیخ، ۱۸ بار در مسابقات لیگ برای بایرن مونیخ ۲ به میدان رفت و یک بار نیز تیم اصلی بایرن مونیخ را در مسابقات لیگ همراهی کرد.

### اس‌سی زاند
یاسنتا ویمر برای فصل ۲۰۲۱-۲۰۲۰ به باشگاه فوتبال اس‌سی زاند پیوست. ویمر در ۶ سپتامبر ۲۰۲۰ اولین بازی خود را در برابر بایرن مونیخ انجام داد.
ویمر در طول زنان عضویت در این باشگاه ۹ بار در مسابقات لیگ به میدان رفت.
اس‌سی زاند در آن زمان در بوندسلیگا فعالیت داشت و در انتهای تنها فصل حضور ویمر در این تیم، در جایگاه دهم ایستاد.

### فاینورد
پس از یک فصل حضور در باشگاه فوتبال اس‌سی زاند، او در ژوئیه ۲۰۲۱ به باشگاه تازه تأسیس زنان فاینورد منتقل شد. او در ۲۹ اوت ۲۰۲۱ اولین بازی خود را برای باشگاه فوتبال زنا فاینورد در برابر باشگاه فوتبال زنان آدو دن هاخ انجام داد.
در آوریل ۲۰۲۲، او قرارداد خود را تا ژوئن ۲۰۲۴ تمدید کرد.

## دوران ملی
ویمر بازیکن سابق تیم ملی جوانان هلند است. او در تیم ملی برای جام جهانی فوتبال زنان زیر ۲۰ سال دعوت شد.
در آوریل ۲۰۲۲، ویمر برای اولین بار به تیم ملی تیم ملی فوتبال زنان هلند دعوت شد. او در ابتدا در لیست انتظار جام ملت‌های اروپای زنان ۲۰۲۲ قرار داشت و بعداً به تیم اصلی ۲۳ نفره اضافه شد. پس از مصدومیت ساری فان فینندال این تجربه برایش با چاشنی خوش شانسی رقم خورد.
در ۳۱ مه ۲۰۲۳، او به عنوان بخشی از تیم ملی هلند برای جام جهانی فوتبال زنان ۲۰۲۳ معرفی شد.

## زندگی شخصی
ویمر در هلند به دنیا آمده‌است اما پدرش هلندی و مادرش سورینامی تبار است. ویمر علاوه بر بازی برای فاینورد، همچنین به عنوان مربی اجتماعی در بنیاد فاینورد فعالیت‌های اجتماعی می‌کند. او از سال ۲۰۱۹ با دوست دخترش، جویس دِرئوس در رابطه است. یاسینتا ویمر همجنس گرا است.